# Сафронов, Леонид Иванович
Леонид Иванович Сафронов (1904, Брянский рудник Бахмутского уезда Екатеринославской губернии, теперь в составе города Енакиево Донецкой области — 1964, город Днепропетровск) — советский партийный деятель, ученый, 1-й секретарь Полтавского обкома КП(б)У, ректор Днепропетровского университета. Член ЦК КП(б)У в июне 1938 — мае 1940 г. Депутат Верховного Совета УССР 1-го созыва.

## Биография
Родился в семье служащего-техника. В 1917 году окончил четыре класса рудничной школы на Брянском руднике. В феврале 1918 — феврале 1920 г. — коногон шахты № 5 Брянского рудника Бахмутского уезда. В 1920 году вступил в комсомол. В феврале 1920 — марте 1924 г. — машинист врубмашины шахты № 2 Брянского рудника. В марте 1924 — июне 1925 г. — секретарь ячейки комсомола (ЛКСМУ) шахты № 12 Брянского рудника.
Член РКП(б) с апреля 1925 года.
В июле 1925 — декабре 1926 г. — секретарь рудничного комитета комсомола (ЛКСМУ) в городе Кадиевке Луганского округа. В декабре 1926 — октябре 1928 г. — ответственный секретарь Старобельского окружного комитета комсомола (ЛКСМУ). В ноябре 1928 — июле 1930 г. — секретарь Старобельского районного комитета КП(б)У.
В августе 1930 — январе 1933 г. — студент Днепропетровского горного института.
В феврале 1933 — марте 1934 г. — заместитель начальника политического отдела машинно-тракторной станции (МТС) города Борисполя Киевской области. В апреле 1934 — январе 1935 г. — начальник политического отдела машинно-тракторной станции (МТС) города Василькова Киевской области.
В феврале — июне 1935 г. — 2-й секретарь Емильчинского районного комитета КП(б)У Киевской области. В июле 1935 — сентябре 1936 г. — 1-й секретарь Лугинского районного комитета КП(б)У Киевской области.
В сентябре 1936 — январе 1937 г. — инструктор отдела руководящих партийных органов Днепропетровского областного комитета КП(б)У.
В феврале — августе 1937 г. — студент Днепропетровского горного института. Получил специальность горного инженера.
В августе 1937 — феврале 1938 г. — 1-й секретарь Красногвардейского районного комитета КП(б)У города Днепропетровска.
В феврале — мае 1938 г. — ректор Днепропетровского государственного университета.
В июне 1938 — феврале 1939 г. — 1-й секретарь Организационного бюро ЦК КП(б)У по Полтавской области, 1-й секретарь Полтавского областного комитета КП(б)У.
В марте 1939 — августе 1941 г. — ректор Днепропетровского государственного университета.
С августа 1941 года — в Красной армии, участник Великой Отечественной войны. В сентябре 1941 — мае 1942 г. — комиссар эвакуационного госпиталя № 1657 в городе Чкалове РСФСР. В мае 1942 — декабре 1944 г. — заместитель командира по политической части артиллерийского арсенала № 1 на станции Донгужская Оренбургской железной дороги. Демобилизован из Красной армии по состоянию здоровья.
В январе 1945 — ноябре 1951 г. — ректор Днепропетровского государственного университета. В ноябре 1951 — июле 1952 г. — заведующий кафедрой гидрогеологии Днепропетровского государственного университета.
В июле 1952 — сентябре 1953 г. — проректор по учебной работе Ростовского государственного университета в городе Ростове-на-Дону.
С сентября 1953 года — заведующий кафедрой гидравлики и гидрогеологии Днепропетровского сельскохозяйственного института.
Умер в городе Днепропетровске.

## Звание
- майор

## Награды
- орден Трудового Красного Знамени (7.02.1939)
- ордена
- медали